# Heliophanus capicola
Heliophanus capicola là một loài nhện trong họ Salticidae.
Loài này thuộc chi Heliophanus. Heliophanus capicola được Eugène Simon miêu tả năm 1901.